# Cicadatra
Cicadatra is een geslacht van halfvleugeligen uit de familie van de Cicadidae (Zangcicaden). Het geslacht werd voor het eerst wetenschappelijk beschreven door Kolenati in 1857.

## Soorten
Het genus bevat de volgende soorten:

- Cicadatra abdominalis Schumacher, 1923
- Cicadatra acberi (Distant, 1888)
- Cicadatra adanai Kartal, 1980
- Cicadatra alhageos (Kolenati, 1857)
- Cicadatra anoea (Walker, 1850)
- Cicadatra appendiculata Linnavuori, 1954
- Cicadatra ashrafi Ahmed, Sanborn & Akhter, 2013
- Cicadatra atra (Olivier, 1790)
- Cicadatra barbodi Mozaffarian & Sanborn, 2013
- Cicadatra bistunensis Mozaffarian & Sanborn, 2010
- Cicadatra erkowitensis Linnavuori, 1973
- Cicadatra flavicollis Horváth, 1911
- Cicadatra genoina Dlabola, 1979
- Cicadatra gingat China, 1926
- Cicadatra gregoryi China, 1925
- Cicadatra hagenica Dlabola, 1987
- Cicadatra hei Wang, He & Wei, 2017
- Cicadatra hyalina (Fabricius, 1798)
- Cicadatra hyalinata (Brullé, 1832)
- Cicadatra icari Simões, Sanborn & Quartau, 2013
- Cicadatra inconspicua Distant, 1912
- Cicadatra karachiensis Ahmed, Sanborn & Hill, 2010
- Cicadatra karpathosensis Simões, Sanborn & Quartau, 2013
- Cicadatra kermanica Dlabola, 1970
- Cicadatra longipennis Schumacher, 1923
- Cicadatra lorestanica Mozaffarian & Sanborn, 2010
- Cicadatra mirzayansi Dlabola, 1981
- Cicadatra naja Dlabola, 1979
- Cicadatra pallasi Schumacher, 1923
- Cicadatra pazukii Mozaffarian & Sanborn, 2015
- Cicadatra persica Kirkaldy, 1909
- Cicadatra platyptera Fieber, 1876
- Cicadatra querula (Pallas, 1773)
- Cicadatra raja Distant, 1906
- Cicadatra ramanensis Linnavuori, 1962
- Cicadatra reinhardi Kartal, 1980
- Cicadatra sankara (Distant, 1904)
- Cicadatra serresi (Meunier, 1915)
- Cicadatra shaluensis China, 1925
- Cicadatra shapur Dlabola, 1981
- Cicadatra tandojamensis Ahmed, Sanborn & Akhter, 2013
- Cicadatra tenebrosa Fieber, 1876
- Cicadatra vulcania Dlabola & Heller, 1962
- Cicadatra walkeri Metcalf, 1963
- Cicadatra xantes (Walker, 1850)
- Cicadatra zahedanica Dlabola, 1970
- Cicadatra ziaratica Ahmed, Sanborn & Akhter, 2012